# Павел (Элдерсон)
Епи́скоп Па́вел (в миру Пи́тер Элдерсон англ. Peter Alderson; род. 3 ноября 1942, Холлесли, Суффолк) — епископ Архиепископии западноевропейских приходов русской традиции на покое, епископ Трахейский, бывший викарий Западноевропейского экзархата русских приходов.

## Биография
Родился 3 ноября 1942 года в деревне Холлесли (Англия) в англиканской семье.
В 1963 году принял православие. C 1963 по 1968 год обучался в Свято-Сергиевском православном богословском институте в Париже во Франции.

### Служение в Константинопольской православной церкви
Женился в 1967 году и был последовательно хиротонисан во диакона и пресвитера.
С 1967 по 1975 год служил в качестве священника в храме при детском доме в фр. Монжероне.
C 1975 по 1991 год служил в кладбищенском храме Успения Божией Матери в Сент-Женевьев-де-Буа. Был возведён в сан протоиерея. Также иногда служил в скиту Казанской иконы Божией Матери в Муазне. Овдовел. В 1988 году был пострижен в монашество с именем Павел.
2 июня 1991 года состоялась его архиерейская хиротония в сан титулярного епископа Трахейского (Tracheia), викария Западноевропейского экзархата русских приходов Константинопольского патриархата. Управлял Николаевским собором в Ницце на правах настоятеля и другими приходами Архиепископии на юге Франции.

### Уход на покой и судебное разбирательство
В марте 1999 года в церкви святого Димитрия в Лондоне Павел познакомился с несовершеннолетним мальчиком и пригласил его во Францию на Рождество 1999 года, оплатив билет на самолёт.  Ребёнок провёл четыре дня в Ницце. Шесть недель спустя, 10 февраля 2000 года, он обратился в британскую полицию с жалобами на сексуальное насилие. 14 декабря 2000 года, епископ Павел был взят под стражу. По словам следователей он  дал «двусмысленные показания». Он признал, что помог мальчику раздеться. Страдая болезнью Паркинсона и поэтому сотрясаясь от тремора, он мог, положив руку на ребёнка, он мог заставить его думать, что совершал мастурбацию. Объяснение показалось  не ясным, и 4 мая 2001 года епископу Павлу было предъявлено обвинение в «сексуальном насилии над несовершеннолетним лицом младше 15 лет». При этом он был оставлен на свободе. В ходе допроса следователем Филиппом Дорсе епископ утверждал, что двусмысленные ответы при задержании были ему «в значительной степени предложены» полицейскими, воспользовавшимися его физической слабостью, связанной с болезнью Паркинсона.
22 мая 2001 года епископ Павел был уволен на покой в связи с обвинением в педофилии. Его личный дневник, изъятый следователями и частично просочившийся во французскую прессу, рассказывает о первой встрече с мальчиком. В нём говорится о «лихорадочном поиске епископом телесных удовольствий» и «моей неспособности к самоконтролю». Сам епископ вину отрицал, уверяя, что обвинение сфабриковано в Москве с целью вернуть собор в Ницце в юрисдикцию Русской православной церкви. Однако, в 2004 году судья отверг данное обвинение. В 2005 году взят под стражу на территории Англии. Сообщалось, что епископ якобы приговорён к двум годам лишения свободы Вероятно, речь шла о задержании и домашнем аресте во время следствия. Во Франции прокурор Ниццы требовал приговорить Павла к 18 месяцам заключения. Судебное разбирательство состоялось 10 января 2005 года. В феврале решением суда обвинения с епископа Павла были сняты. Тем не менее, уже в апреле 2006 года, впервые заслушав свидетельство жертвы, апелляционный суд Экс-ан-Прованса признал его виновным и приговорил к двум годам заключения и выплате 6000 евро компенсации.

### На покое
Пребывая на покое, епископ Павел опубликовал ряд поэтических сборников. Состоя архиереем Константинопольского патриархата на покое, жил при гостинице святого Мемория монастыря святого Антония Великого, основанного архимандритом Плакидой (Дезеем) в коммуне Сен-Лоран-ан-Руайан, периодически жил у сестры в Англии, а также совершил паломничество в Россию.
Проживал на покое в Русском доме в Сент-Женевьев-де-Буа. Числится как архиерей на покое Архиепископии западноевропейских приходов русской традиции Московского патриархата.

## Награды
- Орден святого апостола и евангелиста Иоанна Богослова (Константинопольский патриархат).